# Cove (Menhire)

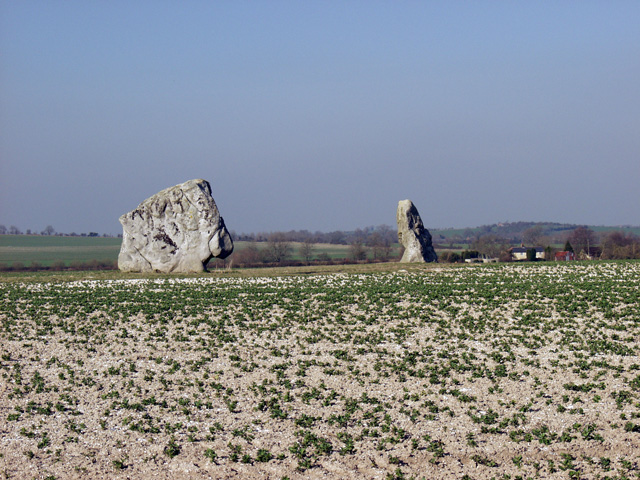
Die Longstones

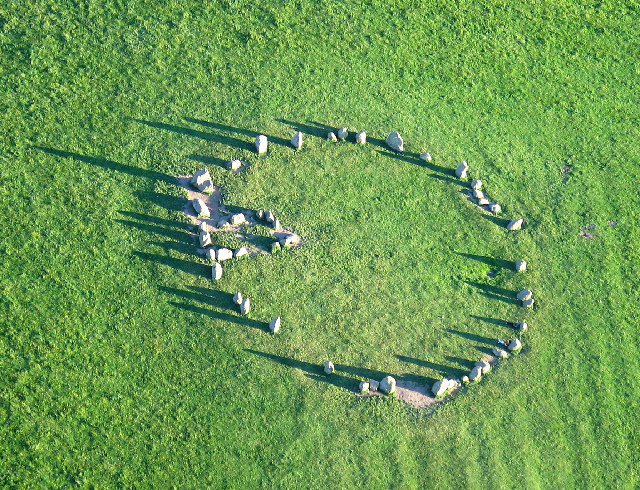
Castlerigg Steinkreis mit Cove

Cove ist ein von dem britischen Antiquar William Stukeley (1687–1765) geprägter Begriff für Gruppen großer plattenförmiger Menhire aus der Stein- und Bronzezeit Großbritanniens. Diese aufrecht stehenden Steinplatten sind zumeist rechteckig oder quadratisch und kommen innerhalb von Henges, aber auch in Steinreihen und Steinkreisen vor. Es sind zumeist drei, mitunter auch vier Orthostaten, die eine eckige oder annähernd quadratische Fläche umschließen. Sie erinnern an Dolmen, haben aber keinen Deckstein, sondern sind oben offen. Ihre ursprüngliche Funktion ist unbekannt.
Britische Beispiele sind:
- Avebury in Wiltshire mit zwei Coves
  - Avebury Cove, nahe dem Mittelpunkt des nördlichen inneren Steinkreises, ursprünglich aus drei großen Menhiren bestehend, von denen zwei erhalten sind[1]
  - Beckhampton Cove,[2] zu dem der größere der beiden Longstones gehört, die auch „Adam and Eve“ genannt werden; der kleinere Stein ist möglicherweise der Rest einer Steinreihe, wie William Stukeley schon 1724 vorschlug[3]
- Callanish auf der Isle of Lewis besitzt einen Cove im Inneren des Steinkreises Callanish III[4]
- Mount Pleasant Henge in Dorset
- Stanton Drew in Somerset, bestehend aus drei großen Steinen, 300 m vom größten der drei Steinkreise entfernt[5]
- Die Stones of Stenness auf Orkney beinhalten wahrscheinlich ein Cove, der jedoch 1907 als Dolmen rekonstruiert, inzwischen aber wieder zerstört wurde[6]
- Castlerigg bei Keswick (Cumbria) wird von Aubrey Burl (1926–2020) ebenfalls als Variante eines Coves angesehen, obwohl die rechteckige, auf einer Seite offene Struktur aus zehn Steinen besteht[7]